# Sphallambyx mexicanum
Sphallambyx mexicanum är en skalbaggsart som beskrevs av Maria Helena M. Galileo och Martins 2007. Sphallambyx mexicanum ingår i släktet Sphallambyx och familjen långhorningar. Inga underarter finns listade i Catalogue of Life.